# Черноборский сельсовет (Быховский район)
 Чернобо́рский сельсовет — административно-территориальная единица Быховского района Могилёвской области Белоруссии.

## Состав
Включает 45 населённых пунктов:
- Болоновка — деревня.
- Болонов-Селец — деревня.
- Болонов-Селец 2 — деревня.
- Будище — посёлок.
- Восточная — деревня.
- Галеевка — деревня.
- Гальковка — деревня.
- Глухи — агрогородок.
- Глухская Селиба — деревня.
- Грони — посёлок.
- Грудичино — посёлок.
- Дроздова Лоза — деревня.
- Дуброва — деревня.
- Еленщина — деревня.
- Забродье — деревня.
- Звонцовка — деревня.
- Золотва — деревня.
- Козёл — посёлок.
- Комаровка — посёлок.
- Коровчино — деревня.
- Короткие — деревня.
- Краснополье — деревня.
- Кучин — деревня.
- Малый Крушниковский — посёлок.
- Новая Селиба — посёлок.
- Новая Слободка — деревня.
- Новый Кучин — деревня.
- Пасека — посёлок.
- Писаревка — посёлок.
- Подговорака — деревня.
- Пузан — посёлок.
- Селище — посёлок.
- Слоневщина — деревня.
- Средне-Крушниковский — посёлок.
- Стаховщина — деревня.
- Студёнка — деревня.
- Твердово — деревня.
- Тешемье — посёлок.
- Турловка — посёлок.
- Уенск — посёлок.
- Фрунзе — деревня.
- Черногрязь — деревня.
- Чёрный Бор — агрогородок.
- Чечевичи — деревня.
- Ямище — деревня.

Упразднённые населённые пункты на территории сельсовета:
- Барсуки — деревня.
- Рудки — посёлок.

## Археология и палеогенетика
Некрополь Студёнка относится к эпохе Древней Руси. Курганное захоронение находится на левом берегу реки Греза (левый приток реки Друть), в 1,5 км к северо-востоку от деревни Студёнка. Некрополь состоит из 107 полусферических курганов округлой формы. Высота курганов колебалась от 0,4 до 2,8 м и диаметром 5—16 м. Почти половина курганов имеет следы нарушений из-за разной степени тяжести, например, вандализм или эксплуатация дороги, пересекающей некрополь. Курган 96 расположен в юго-восточной части некрополя. Его высота — 1,24 м, длина по линии север-юг — 8,09 м, по линии восток-запад — 6,31 м. Ширина кромки — 0,7 м. Насыпь полусферической формы, вытянутой по линии север-юг. Образец BEL024 происходит из кургана № 96 Студенского некрополя X—XII веков. Раскопки проводил в 2015 году Алексей Авласович. Археологическое датирование кургана затруднено. Однако погребальный обряд и наличие круговой керамики позволяют предположить, что курган был стёрт не ранее конца X или начала XI века н. э. Хотя скелет был нарушен корневой системой деревьев, можно было увидеть, что череп находился в восточном конце захоронения, позвонки и ребра в центре, а кости ног — в западной части. Это указывает на то, что тело ориентировано головой на восток. Скелет исследовал Владимир Шипилло. Череп (с нижней челюстью) принадлежал мужчине 25—30 лет. Для черепа характерен неразвитый рельеф с относительно наклонным лбом. Череп имел яйцевидную форму. Рост человека был рассчитан с использованием формул Пирсона и Ли, применённых к правому бедру, и составил 162 см. Исследование ДНК позволило выявить у образца BEL024 новый генотип возбудителя лепры (проказы) Mycobacterium leprae. Изучение геномов бактерий из ранее неизученных регионов (Беларусь, Россия, Шотландия), из нескольких мест в одном регионе (Кембриджшир, Англия) и из двух иберийских лепрозориев позволило подтвердить данные о генетической изменчивости M. leprae в Европе и существовании сходных филогеографических моделей по всей Европе, включая высокое разнообразие в лепрозориях. В кургане № 58 выявлено погребение женщины в сидячем положении спиной к северу.